# Gustaf Blomqvist
Lars Gustaf Blomqvist, född 17 september 1844 i Skarstads socken, Skaraborgs län, död 26 november 1921, var en svensk präst. 
Blomqvist blev student vid Uppsala universitet 1865 och prästvigdes 1871. Han blev komminister i Sandhems församling 1874, komminister i Alingsås församling 1878, var kyrkoherde i Norra Härene församling från 1894 och blev kontraktsprost i Kållands kontrakt 1919, vilket han förblev till fjorton dagar före sin död. Han var styrelseledamot i AB Ora i Stockholm.